# Substyle
Substyle ist eine deutsche Alternative-Rock-Band aus Köln.

## Geschichte
Die Band wurde im Jahr 1998 von Guido Böckem (Gesang), Heiwi Esser (Gitarre), David Kremers (Bass), Tobias Schellin (Geige) und Sebastian Schlüssel (Schlagzeug) in Mönchengladbach gegründet. Der Name Substyle, sinngemäß übersetzt „Unter dem Stil“, soll die Offenheit der Band für Einflüsse aller Musikrichtungen deutlich machen.
Noch im selben Jahr wurde eine Demo-CD bei Kurt Schmidt, Bassist der Band Sun, aufgenommen und im Anschluss ein Bookingvertrag mit der Bonner Konzertagentur „Big Mama“ (später Headline Concerts) abgeschlossen. Nach einigen Konzerten mit Pyogenesis unterzeichneten Substyle 1999 erst einen Verlagsvertrag bei dem Musikverlag „edition move it*“ (Berlin, Co-Verlag mit dem BMG UFA Musikverlag) und nahmen später im selben Jahr in den Horus Sound Studios (Hannover) mit Produzent Uwe Sabirowski (u. a. Thumb, Beatsteaks, Keith Caputo) ein weiteres Demo auf.
Ende 1999 bewarb sich Substyle als Vorgruppe der Mittelalter-Rocker In Extremo und begleitete diese auf ihrer Deutschland-Tournee. Im Zuge der Tour verkauften Substyle nicht nur weit über 1500 Exemplare ihrer in Eigenregie erstellten EP Cold Light of Day, sondern erhielten auch einen Plattenvertrag bei dem Label „Stars in the Dark/Vielklang“ (Berlin).
2001 erschien das Debütalbum On the Rocks (produziert von Ekkehard Strauhs & Thomas Heimann-Trosien) mit der Single Downstream. Von Journalisten als bester Newcomer des Jahres 2001 gewürdigt, interessierten sich auch größere Plattenfirmen für Substyle. 2002 wechselte die Band zu Motor Music/Universal Music. Im selben Jahr erschien zuerst die EP I’m God and This Is My Day, dann das zweite Album der Band, Out to Lunch (beide produziert von Ekkehard Strauhs & Thomas Heimann-Trosien). Aus dem Album wurden die Singles Still Living und Cotton Candy Club ausgekoppelt.
Im Anschluss folgten neben einer Headliner-Tournee durch Deutschland und Österreich Auftritte bei Festivals wie Taubertal, Summer Breeze und With Full Force. Zudem traten Substyle in den Jahren 2002 und 2003 als Support für Motörhead, auf einer weiteren Tour für In Extremo, Die Happy, Sub7even und den Emil Bulls auf.
Aufgrund von Umstrukturierungen im Universal-Konzern musste das daraufhin eingesprungene alte und somit jetzt neue Label „Vielklang“ (Berlin) kurz darauf Insolvenz anmelden. Daher wurde das bereits eingespielte dritte Album der Band nie veröffentlicht. Zu dieser Zeit stieg Sänger Guido Böckem aus persönlichen Gründen aus der Band aus. Zugleich erkrankte Geiger Tobias Schellin schwer an Krebs, so dass ihm der rechte Arm amputiert werden musste. Ohne Tobias und mit David Schlax (Gesang/Gitarre) machten die restlichen Mitglieder weiter und spielten 2005 eine Tournee im Vorprogramm von Extrabreit. Anschließend pausierte die Band vorübergehend. 
Im Mai 2006 traf sich die ursprüngliche Besetzung (der inzwischen genesene Tobias Schellin wechselte von der Geige zu Keyboard, Samples und Programming) bis auf Sebastian Schlüssel (Schlagzeug) und sie entschieden sich, die Band noch einmal zu starten. Als neuer Schlagzeuger stieß Hendrik Hoinkis zu Substyle.
Nach einigen Konzerten im Kölner Raum wurde 2007 damit begonnen, das neue Album im Studio vom Gitarristen Heiwi Esser (H-Musik, Köln), der auch als Produzent des Werkes agiert, aufzunehmen.
2008 schließlich wurde Walk the Dino vollendet. Zwischenzeitlich haben die Bandmitglieder Esser und Schellin zusammen mit ihrem Manager Sven Sievers ein eigenes Label („Fire!Fire!Fire Recordings“, Köln) gegründet, auf dem das Album im August 2008 (im Vertrieb von „Alive“) erschien.
Im Januar 2008 kehrte zudem der im Jahr 2005 zwischenzeitliche Sänger der Band, David Schlax, als zweiter Gitarrist zurück zu Substyle.
Seit 2008 etablierten Substyle mit der Kölner Kabarettistin und Autorin Dagmar Schönleber den regelmäßig stattfindenden „Pogo Poesie Club“ im Kölner Live-Club Blue Shell, einer Mischung aus Live-Konzert und Lesung mit wechselnden Gaststars (u. a. Lee Hollis (Spermbirds, Steaknife), Kai Havaii (Extrabreit), Lars Niedereichholz (Mundstuhl), Nagel (Muff Potter), Claude Oliver Rudolph).
Im November 2008 trennte sich die Band von Schlagzeuger Hendrik Hoinkis.
Mit der neuen Frau an den Trommeln Claudia „Killer“ Lippmann wurden Substyle zur Supportband der finnischen Glam-Rocker Negative ernannt und gingen im Dezember 2008 mit ihnen auf eine zweiwöchige Deutschlandtour.
Nach weiteren Schicksalsschlägen und der Einsicht, dass man in der letzten Besetzung die Band nicht weiterführen könne, erfolgte die erneute Trennung 2009.
Seit 2012 besteht die Band in der aktuellen Besetzung Esser (Gitarre, Keyboard, Produktion), Thomas Nathan (Gesang), Kremers (Bass), Michael Wolpers (Schlagzeug). Tobias Schellin tritt live mit der Band nicht mehr auf, kümmert sich nun vermehrt um Artwork, Fotos und Organisation. 
In Kooperation mit der Aidshilfe Köln e. V. wurde ein exklusiver Downloadtrack, A Nation for One Day zum Weltaidstag 2013 veröffentlicht. Die Einnahmen kommen der Aidshilfe zugute. Veröffentlicht wurde der Track über das Label von Esser und Schellin, den Vertrieb übernahm Zebralution.

## Diskografie
Alben
- 2001: On the Rocks (Vielklang/Stars In The Dark, EFA)
- 2002: Out to Lunch (Motor Music, Universal)
- 2008: Walk the Dino (Fire!Fire!Fire! Recordings, Alive)

EPs
- 1999: Cold Light of Day (Eigenvertrieb, Tour-Edition nur bei Konzerten erhältlich)
- 2002: I’m God and This Is My Day (Motor Music, Universal)

Singles
- 2001: Downstream (Vielklang/Stars In The Dark, EFA)
- 2002: Still Living (Motor Music, Universal)
- 2002: Cotton Candy Club (Motor Music, Universal)
- 2008: Dirty Youth (Fire!Fire!Fire! Recordings, Alive)
- 2013: A Nation for One Day (Fire!Fire!Fire! Recordings, Zebralution)

Videos
- 2001: Downstream (Vielklang/Stars In The Dark, EFA)
- 2008: Dirty Youth (Fire!Fire!Fire! Recordings, Alive)